# 폴란드 요리

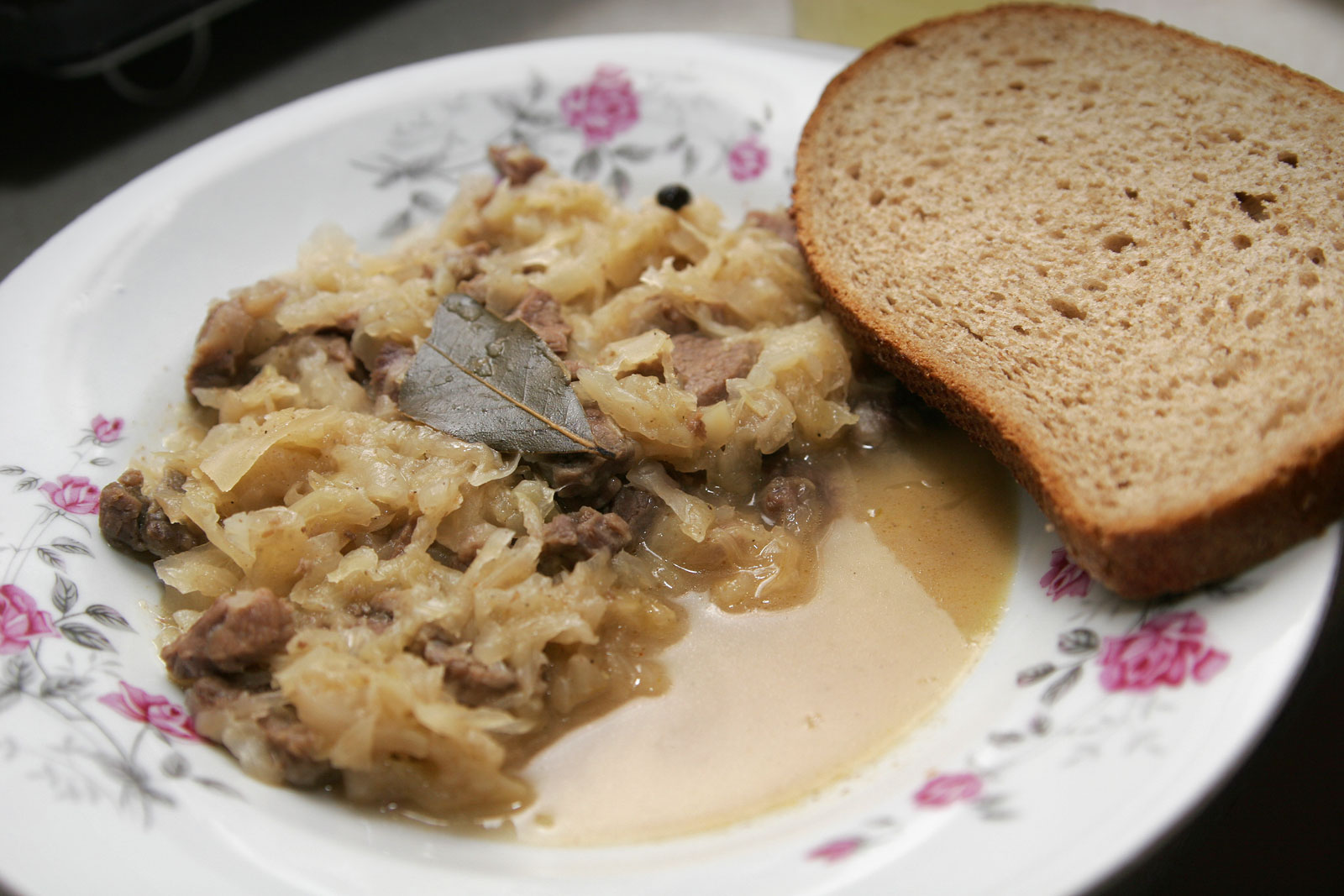
비고스

폴란드 요리(Poland 料理, 폴란드어: kuchnia polska 쿠흐니아 폴스카[*])는 중앙유럽에 있는 폴란드의 요리이다. 슬라브 족과 유태인 계통의 요리 특징이 한데 어우러진 형태로 칭할 수 있다. 다양한 문화에 기초한 요리적 특징이 있는 만큼 폴란드 전역의 각 지방에서도 다른 재료를 이용하여 다양한 요리를 볼 수 있다. 특별히 돼지고기와 양배추, 향신료가 많이 들어가는 편이고 육류를 많이 쓴다. 또한 국수나 폴란드식 과일 푸딩도 종류가 다양하다. 다른 슬라브 국가들처럼 카샤(kasza)라고 하는 오트밀과 우유를 섞어 먹는 죽이 있다. 하지만 인근 국가 뿐 아니라 터키, 독일, 헝가리, 프랑스, 이탈리아 요리의 영향도 짙게 나타나는 편이다. 폴란드인들은 음식을 먹는 데 상당히 관대해서 전체 코스 요리를 만드는 데만 며칠이 걸리는 요리를 기꺼이 만들어 먹기도 한다.
대체로 기본 세 코스로 점심을 먹는데 간단한 수프로 시작해서 청어나 연어를 기름과 크림 따위로 곁들인 애피타이저를 먹는다. 다른 애피타이저로는 고기 절임이나 야채, 생선, 젤리도 해당된다. 주요리는 대개 돼지고기와 양배추를 한데 해서 만들어 먹는 비고스(bigos)라는 것이 있다. 주 메뉴를 먹고 나서는 아이스크림인 로디(lody)라는 음식과 양귀비 씨 케이크 혹은 효모 반죽으로 만든 케이크를 먹기도 한다. 다른 특별한 요리로는 양념한 소고기와 과일을 수프로 만들어 먹는 chłodnik라는 요리가 있고 야채와 돼지의 족을 잘라서 만들어 먹는 골롱카(golonka), 폴란드식 고기 만두인 콜더니(kołduny)도 흔한 음식이다. 많은 요리에 쿠아르크 치즈를 넣는다.

## 역사

### 중세

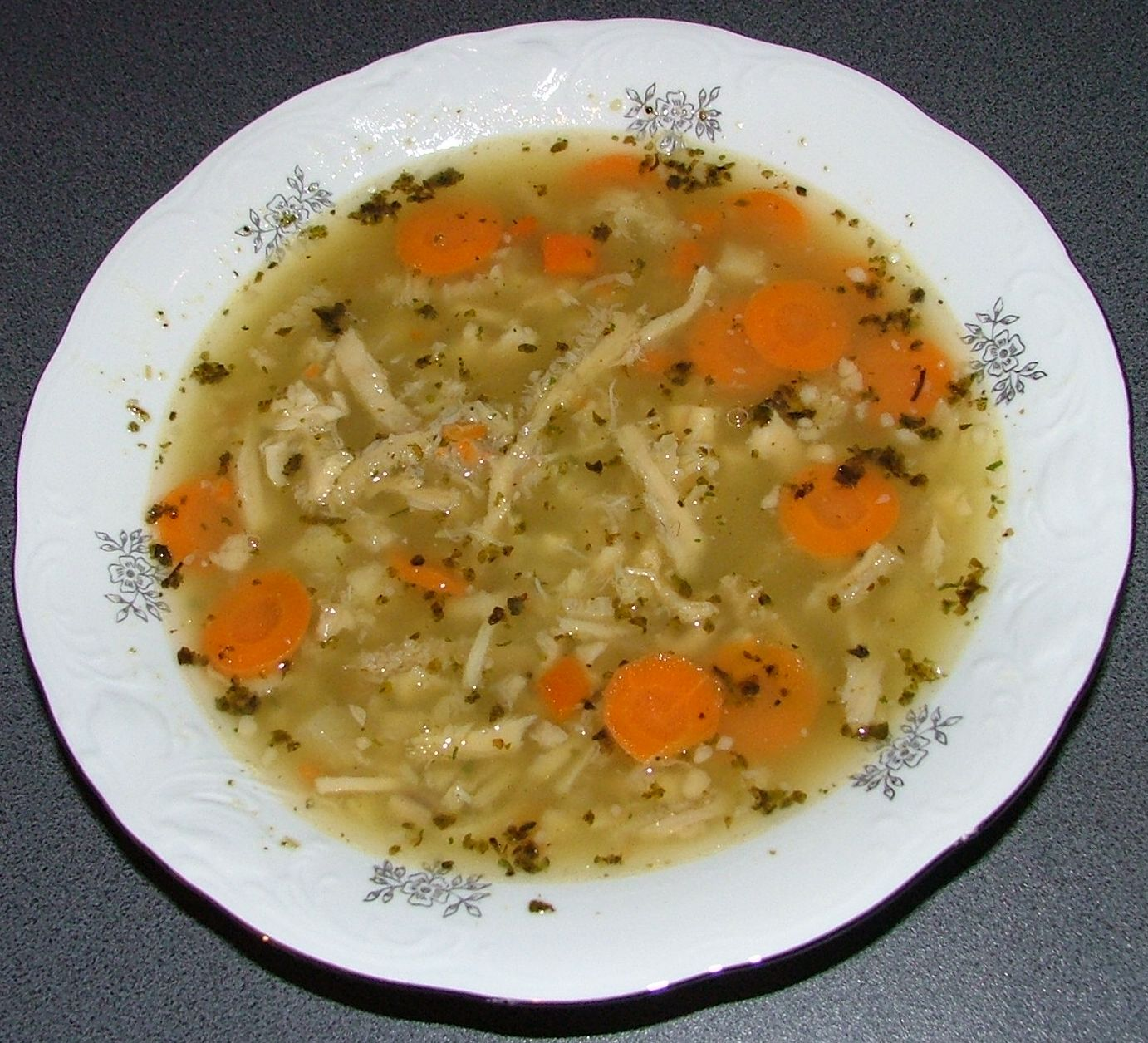
플라키

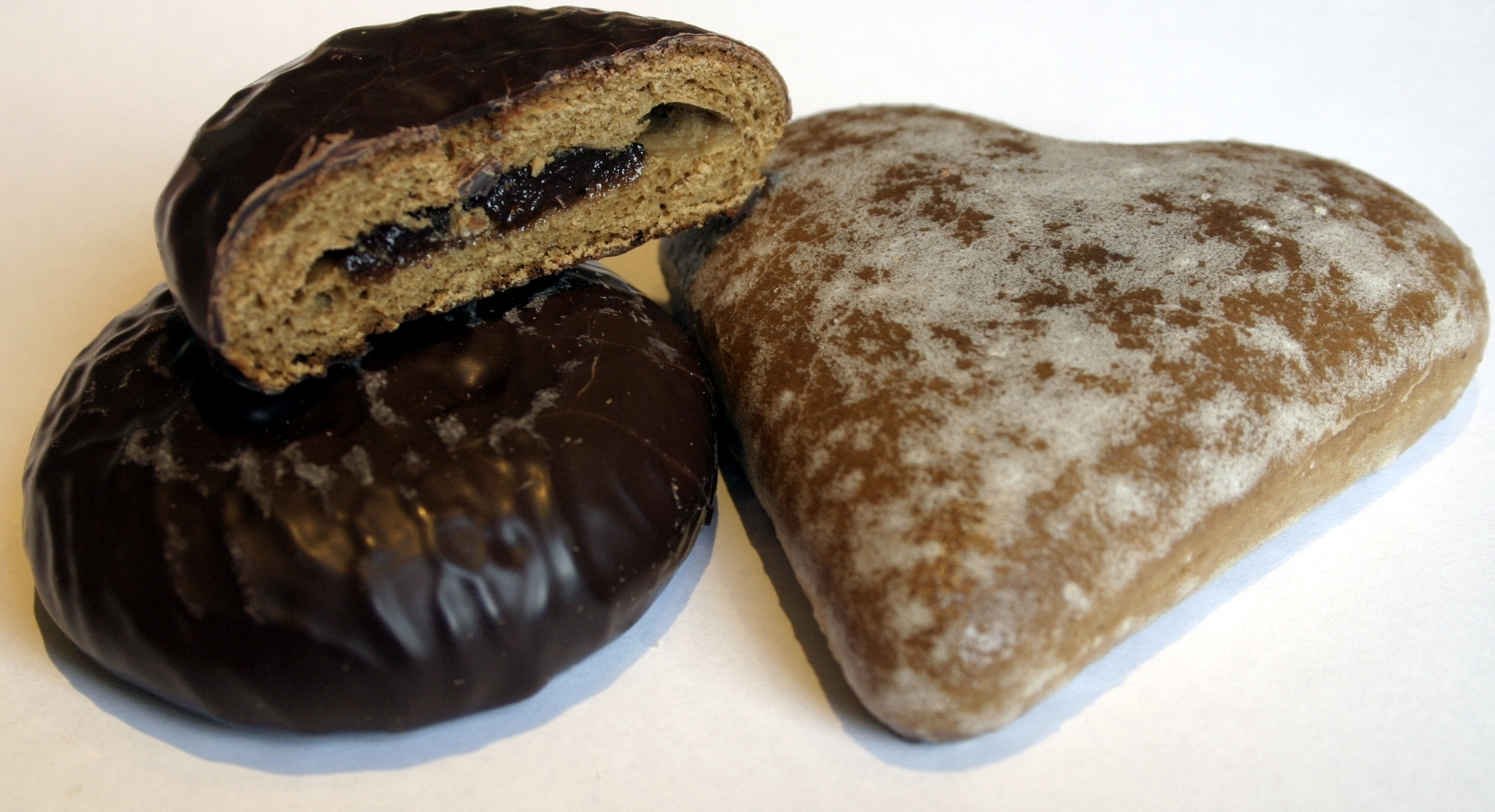
피에르니키

중세 후반기의 폴란드 요리는 상당히 기름지고 매운 편이었다고 전해진다. 두 가지의 주 재료는 고기와 곡류였다. 당시 폴란드의 영토가 삼림으로 빽빽이 둘려싸여 있었던 탓에 버섯과 숲에서 나는 과일, 땅콩, 꿀의 사용이 많았다. 아시아와의 무역 관계가 상당히 반번했기 때문에 타 유럽 국가들에 비해 상대적으로 향신료 가격이 쌌고 매운 소스가 보편적이게 된 것으로 보인다.
가장 보편적인 당시의 음료는 맥주였으며 보리수로 발효를 적당히 해서 먹었다고 한다. 하지만 16세기 이후로 상류 계층이 헝가리 산 와인을 수입하기 시작하였다. 증류주가 유럽 전역에서 흔해지면서 보드카가 서민 중심으로 퍼졌다.

### 르네상스 시대
폴란드의 왕이었던 지그문트 1세(Sigismund I of Poland)가 이탈리아의 보나 스포르차(Queen Bona Sforza)를 두 번째 왕비로 맞아들이면서 폴란드로 이탈리아와 프랑스의 요리가 상당수 유입되었다. 폴란드 내에 이미 고유 음식 문화가 자리 잡고 있었지만 이 때부터 양상추나 부추, 양배추가 더 많이 사용되게 되었다. 오늘날에도 부추의 경우 폴란드 요리에서 아주 많이 쓰인다.

### 공화정 시대
인근 국가와의 통합을 이루면서 폴란드 제국은 세계에서 가장 큰 국가 중 하나로 부상하였다. 이 때문에 본래 영토 이외에 다른 독특한 요리를 수용하게 된다. 그 중 가장 많은 영향을 끼친 요리는 리투아니아, 터키, 헝가리 음식이었다. 이후 폴란드 제국이 잠시 동안의 침체를 맞으면서 곡물 생산에 차질을 빚고 감자 소비 위주로 식단이 바뀌기도 한다. 오스만 제국과의 전쟁이 잦았던 탓에 커피가 자국으로 들어오게 되기도 하였다.

### 국가의 분할
폴란드가 분할 점령되면서 주변 제국의 요리 문화 또한 대거 유입되었고 러시아와 독일식 요리가 많이 들어왔다. 하지만 가장 크게는 오스트리아-헝가리 제국의 요리였다. 러시아가 분할 점령한 지역에서는 커피 대신 차가 그 자리를 대신하게 되었다. 독일 점령 지역에서는 소시지를 만드는 풍습이 전래되기도 하였다. 오스트리아-헝가리 제국의 다양한 요리 문화가 가장 영향력이 컸으며 이후 중앙 유럽만의 독특한 요리 양식을 낳는 한 요인이 된다.

### 2차대전 이후
제2차 세계 대전이 끝나자 폴란드는 공산 정권 하에 들어가게 된다. 일반 식당까지 국유화되었고 정부의 결정에 따라 상당수가 문을 닫게 되었다. 대신에 공산 수뇌부는 노동자들이 자유롭게 식사를 할 수 있도록 점심 식사 공간을 따로 만들었다. 1940~50년대 몇 안되는 식당은 정부 하에 있었고 가격이 너무 비싸서 서민들이 이용할 수조차 없었다. 보통 사람들이 식사를 하는 공간에서는 싼 요리와 다양한 수프를 제공했다.
경제 불황이 지속되면서 육류와 달걀, 커피, 차 등 기본 필수품 품귀 현상이 발생하였다. 때문에 폴란드 사람들이 즉석에서 먹을 수 있는 식품을 찾게 되는 현상이 생겨났다. 대표적인 대중 음식이 달걀 커틀릿이었고 햄버거도 이 시기부터 인기를 끌게 되었다. 물론 12코스로 음식을 먹는 폴란드의 크리스마스 이브인 Wigilia 때 전통 요리 방식 그대로 음식을 먹는다.

### 최근
1990년 폴란드의 민주화가 실행되면서 식당이 다시 생겨나기 시작하였고 기본 식품이 다시 생산되어 서민들이 구할 수 있게 되었다. 이것이 폴란드 요리가 원래의 폴란드식 요리로 돌아갈 수 있게 하는 계기를 제공하였다.
최근에는 폴란드 방송에서 슬로푸드 운동이 많이 일어나면서 폴란드 전통 방식이 어느 때보다도 각광받고 있다. 그러나 역설적이게도 패스트푸드의 성장 또한 만만치 않다. KFC와 맥도날드 이외에도 피자헛과 폴란드 자국 내의 피자 전문점이 아주 인기 있다. 폴란드에서는 피자 위에 케찹을 뿌려먹는 것이 특징이다.

## 같이 보기
- 유럽 요리